# Loma San Pedro
Loma San Pedro är en ort i Mexiko. Den ligger i kommunen Chicoloapan och delstaten Mexiko, i den sydöstra delen av landet, 26 km öster om huvudstaden Mexico City. Loma San Pedro hade 241 invånare vid folkmätningen 2010. Orten tillhör Mexico Citys storstadsområde.